# Alexandre Najjar
Alexandre Najjar, född 5 februari 1967 i Beirut, är en libanesisk författare bosatt i Paris och Beirut. 
Najjar anses som en av Libanons främsta samtida författare. Hans verk är mestadels skrivna på franska och har översatts till en rad språk. Han har givit ut flera historiska romaner samt en biografi om den libanesiska nationalskalden Khalil Gibran. 
Han är också jurist och ansvarig för L’Orient Littéraire och har erhållit “Herve Deluen Prize” som tilldelats honom av Franska Akademin för de tjänster han åtagit sig till fördel för den fransktalande världen.
Den första boken som översatts till svenska är Krigets skola (L'école de la guerre), där Najjar berättar om sin uppväxt i inbördeskrigets Beirut 1975-89. 
Najjar ges i Sverige ut av Elisabeth Grate Bokförlag.
Han är författare till en reseskildring i Sverige med titeln  Les anges de Millesgarden och publicerad av Gallimard.

## Utgivning på svenska
- 1999 Krigets skola (L'école de la guerre), svensk översättning av Ragna Essén 2009
- "Hans lilla bok om krigets absurditet duger gott att läggas vid sidan om Amos Oz Hur man botar en fanatiker." / Expressen den 26/4 2009

"Du kan lyfta ut vilket kapitel som helst ur Krigets skola och där finna stoff av nästan mytologiska mått. Det tar dig ett par minuter att läsa det, men det lämnar dig sedan med material för lång tid framöver." / Hudiksvalls Tidning den 27/4 2009
"En rörande vardagsskildring från Libanon under krigsåren." / Yukiko Duke, Gomorron Sverige, SVT den 14/4 2009
"Lågmält och oerhört gripande" / Magnus Persson, SVD den 11/4 2009

## Litterära utmärkelser
- Grand Prix de la Francophonie de l'Académie française 2020 (Grand Prix de la Francophonie är ett pris utdelat årligen av Franska akademien till personer som har gjort betydande insatser för det franska språket).
- Prix spiritualité d’aujourd’hui 2019
- Prix du Salon du livre de Chaumont 2019
- Officier dans l'Ordre national du Cèdre (2014).
- Prix Gibran (2012).
- Commandeur dans l'Ordre civil royal - Espagne (2011).
- Médaille de l'Université de Poitiers (2011).
- Officier dans l'ordre des Arts et des lettres - France (2010).
- Prix du roman libanais 2010.
- Médaille d'argent de la Ville de Rambouillet (2009)
- Prix Méditerranée (2009).
- Chevalier dans l'ordre des Arts et des Lettres (2001).
- Elu "Ecrivain de l'année 2000" (Lions Club - Section Liban).
- Médaille de l'Union des Editeurs Libanais (2000).
- Lauréat de la Bourse de l'Ecrivain de la Fondation Hachette (1990).
- Lauréat du Prix de l'Asie (1996).
- Prix France-Liban (1999).
- Lauréat du Prix du Palais littéraire (1994).
- Lauréat du Premier Prix de Poésie de la Ville de Paris (1990).
- Prix Amsterdam (1999).
- Lauréat d'une médaille d'argent aux III jeux de la Francophonie (catégorie littérature).
- Prix Saïd Akl (mars 2003).
- Prix Ignace Maroun (1997).
- Lauréat de la Médaille d'argent de la Ville de Paris (1990).
- Lauréat de la Médaille d'or de la Mairie de Paris (XIV) (1990).

## Böcker på franska
- Le Syndrome de Beyrouth, Plon, 2021.
- Harry et Franz,Plon,2018.
- Dictionnaire amoureux du Liban, Plon, 2014.
- "Les anges de Millesgarden : récit d'un voyage en Suède ", collection "Le sentiment géographique", Gallimard, 2013.

https://s3-eu-west-1.amazonaws.com/pstorage-su-4954321/19599536/DetournordiqueversOrientPremat.pdf
http://vista.sahafi.jo/art.php?id=27bbc693f5210629d79cdbd8c451c8726d5201b0
- Kadicha, roman, Plon, septembre 2011.
- Anatomie d'un tyran : Mouammar Kadhafi, essai biographique, Actes Sud/L'orient des livres, 2011.
- Sur les traces de Gibran, essai, Dergham, 2011.
- Un goût d'éternité, poèmes, Dergham, 2011.
- Haïti, suivi de : Aller simple pour la mort, poésie, Dergham, 2010.
- Berlin 36, roman, Plon, 2010.
- Pour la francophonie, essai, Dar An-Nahar, 2008.
- Un amour infini, poésie, Dergham, 2008.
- Phénicia, roman, Plon, 2008. Prix Méditerranée 2009 ;Pocket n°14029.
- Le Silence du ténor, Plon, 2006 ; Paru en poche aux éd. de La Table ronde,n°276.
- Awraq Joubrania, 2006 (ouvrage en arabe consacré à Gibran).
- La Passion de lire, éd. librairie Antoine, 2005 (hommage au livre et à la lecture)
- Saint Jean-Baptiste, biographie, Pygmalion, 2005
- Le Roman de Beyrouth, roman, Plon, 2005  ; Pocket, n°13070.
- Le Mousquetaire, Zo d'Axa (1864-1930), biographie, Balland, 2004,
- Khalil Gibran, l'auteur du prophète, biographie,Pygmalion, 2002 ; J'ai Lu n°7841.
- Le Crapaud, théâtre, FMA, 2001 - Pièce jouée au théâtre Monot en 1999.
- Le Procureur de l'Empire,  (1822-1909), biographie, Balland, 2001, réédité par les éditions de la Table ronde sous le titre : Le Censeur de Baudelaire (2010).
- Athina, roman, Grasset, 2000.
- L'école de la guerre, roman, Balland, 1999 Paru en poche aux éd. de La Table ronde,n°242.
- L'Astronome, roman, Grasset, 1997
- Les Exilés du Caucase, roman, Grasset, 1995
- Pérennité de la littérature libanaise d'expression française, essai, éd. Anthologie,1993
- Comme un aigle en dérive, récits,Publisud, 1993
- La honte du survivant, récits, Naaman, 1989
- À quoi rêvent les statues?, poésie, éd. Anthologie,1989